# Schleswig-Holstein-Sonderburg-Glücksburg

Huset Schleswig-Holstein-Sonderburg-Glücksburgs vapen

Schleswig-Holstein-Sonderburg-Glücksburg är ett europeiskt furstehus med en äldre och en yngre gren som härstammar från Huset Oldenburg. Den yngre grenen regerar eller har regerat i flera europeiska furstehus.

## Schleswig-Holstein-Sonderburg-Glücksburg (äldre gren)
Den äldre grenen av Schleswig-Holstein-Sonderburg-Glücksburg grundades av hertig Philipp von Schleswig-Holstein-Sonderburg-Glücksburg (född 15 mars 1584, död 27 september 1663). Han var son till hertig Hans d.y. av Sönderborg vilken i sin tur var tredje son till kung Kristian III av Danmark som var sonsonson till den tyske greven Didrik den lycklige (död 1440) av Oldenburg. Tillnamnet Glücksburg kommer av stamsätet som var slottet i Glücksburg. Från hertig Philipp härstammade följande hertigar i rakt nedstigande led (namn och regeringsperiod):
- Christian, 1663–1698
- Philipp Ernst, 1698–1729
- Friedrich, 1729–1766
- Friedrich Heinrich Wilhelm, 1766–1779

Med Friedrich Heinrich Wilhelm utgick den äldre grenen på svärdssidan.

## Schleswig-Holstein-Sonderburg-Glücksburg (yngre gren)
Hertig Fredrik Wilhelm av Schleswig-Holstein-Sonderburg-Beck erhöll 1825 av kung Fredrik VI av Danmark titeln hertig av Schleswig-Holstein-Sonderburg-Glücksburg. Han fick också slottet Glücksburg som stamsäte och därav kallas ofta huset kort Huset Glücksburg. Från denna yngre gren av huset Schleswig-Holstein-Sonderburg-Glücksburg stammar:

### Hertigar av Schleswig-Holstein-Sonderburg-Glücksburg
Namn och regeringsperiod:
- Karl, 1831–1863,
- Fredrik (Friedrich), 1863–1885,
- Fredrik Ferdinand, 1885–1918,

varefter huset detroniserades och hertig Fredrik (Friedrich) Ferdinand blev huvudman för grenen:
- Friedrich Ferdinand, 1918-1934,
- Friedrich, hertig av Schleswig-Holstein 1934–1965,
- Peter, hertig av Schleswig-Holstein 1965–1980,
- Christoph, prins av Schleswig-Holstein 1980-2023,
- Friedrich Ferdinand av Schleswig-Holstein 2023-

### Regenter i Danmark (från 1863)
Från hertig Fredrik Wilhelms fjärde son, sedermera Kristian IX stammar det danska kungahuset.
Se: Lista över Danmarks regenter

### Regenter i Grekland (1863-1974)

Grekiska kungahusets vapen 1936–1967

Från Kristian IX:s andre son stammar det numera detroniserade grekiska kungahuset:
Namn och regeringsperiod:
- Georg I, 1863–1913
- Konstantin I, 1913–1917 och 1920–1922
- Alexander I, 1917–1920
- Georg II, 1922–1924 och 1935–1947
- Paul I, 1947–1964
- Konstantin II, 1964–1974

### Regenter i Norge (från 1905)

Norska kungahusets vapen

- Kung Haakon VII av Norge (1872–1957, regerade 1905–1957)[1]
- Kung Olav V av Norge (1903–1991, regerade 1957–1991)[1]
- Kung Harald V av Norge (född 1937, har regerat sedan 1991)[1]

### Regenter i Storbritannien (från 2022)
- Charles III (född 1948), regerar sedan 2022

## Andra medlemmar av huset Schleswig-Holstein-Sonderburg-Glücksburg
Huset har förgreningar i de flesta av Europas kungahus där några personer kan nämnas
- Prins Philip, hertig av Edinburgh, barnbarn till kung Georg I av Grekland.
- Prins Michael av Grekland, barnbarn till kung Georg I av Grekland.
- Drottning Sophia av Spanien vars farfars far också var kung Georg I av Grekland.

På mödernet härstammar kung Albert II av Belgien och storhertig Henri av Luxemburg från Kristian IX av Danmark.